# Rocky Mountain Cup
A Rocky Mountain Cup é um dos clássicos da Major League Soccer. Um troféu é entregue ao maior vencedor durante o ano nos confrontos entre as equipes do Real Salt Lake, do estado de Utah, e Colorado Rapids, do estado do Colorado.

## História
O primeiro confronto entre as duas equipes ocorreu em 16 de abril de 2005, com vitória do Real Salt Lake.

## Regulamento
A equipe que tiver mais pontos nos confrontos durante o ano vence. Os critérios de desempate são, nesta ordem, diferença de gol, gols fora e o vencedor do último confronto no ano.

## Vencedores
| Ano  | Vencedor        | Pontos | Perdedor        | Líder da Série        |
| ---- | --------------- | ------ | --------------- | --------------------- |
| 2005 | Colorado Rapids | 9–3    | Real Salt Lake  | Colorado Rapids (1x0) |
| 2006 | Colorado Rapids | 7–4    | Real Salt Lake  | Colorado Rapids (2x0) |
| 2007 | Real Salt Lake  | 7–4    | Colorado Rapids | Colorado Rapids (2x1) |
| 2008 | Real Salt Lake  | 4–4    | Colorado Rapids | Empate (2x2)          |
| 2009 | Real Salt Lake  | 4–4    | Colorado Rapids | Real Salt Lake (3x2)  |
| 2010 | Real Salt Lake  | 2–2    | Colorado Rapids | Real Salt Lake (4x2)  |
| 2011 | Real Salt Lake  | 4–1    | Colorado Rapids | Real Salt Lake (5x2)  |
| 2012 | Real Salt Lake  | 6–3    | Colorado Rapids | Real Salt Lake (6x2)  |
| 2013 | Colorado Rapids | 5–2    | Real Salt Lake  | Real Salt Lake (6x3)  |
| 2014 | Real Salt Lake  | 6–0    | Colorado Rapids | Real Salt Lake (7x2)  |